# Maria Dircksdr.
Maria Dircksdr. auch Oude Maria (geboren vor 1530 vermutlich in Aalsmeer; gestorben 1578 in Leiden) war eine niederländische Müllerswitwe.

## Leben
Maria Dircksdr. wurde vermutlich vor 1530 in Aalsmeer geboren. Es ist nur wenig über ihre Familie bekannt. Ihr Name Dircksdochter (üblich abgekürzt als Dircksdr.) lässt darauf schließen, dass ihr Vater Dirck hieß. Sie hatte zudem eine jüngere Schwester, die ebenfalls Maria hieß und mit Floris Cornelisz. (Corneliszoon) Schuyt verheiratet war, dem Organisten der Pieterskerk. Ihr Sohn wurde der berühmte Organist Cornelis Schuyt. Um die Schwestern zu unterscheiden, wurden sie in offiziellen Dokumenten als „Alte Maria“ und „Junge Maria“ bezeichnet. Maria Dircksdr., „de Oude Maria“, heiratete um 1550 einen Bäckerssohn aus Leiden, Wilen Barent Lambrechtsz. (Lambrechtszoon) (ca. 1530–1573). Die Ehe blieb kinderlos. Sie kamen vermutlich aus Aalsmeer, da ihr Vater Dirck dort ein Haus und ein Grundstück besaß. Ihr Mann kaufte 1562 die Hälfte einer Mühle außerhalb des Hogewoertspoort. Nach seinem Tod Anfang des Jahres 1573 geriet Maria als Witwe in finanzielle Schwierigkeiten. Ihr Schwager Floris Schuyt, der katholisch geblieben war, war geflohen und hatte Schulden zurückgelassen. Die Oude Maria Dircksdr. wurde von seinen Gläubigern kontaktiert. Die Affäre führte zu einem Prozess vor einem niederländischen Gericht, den sie verlor. Kurz nach dem Tod ihres Mannes zog sie in ein kleines Mietshaus in der Zegerstraat. Die Miete betrug einen Gulden pro Monat.
Ihr Tod wird vom Sekretär der Waisenkammer am 21. November 1578 notiert. Er hielt fest, dass Oude Maritgen, die Witwe von Barent Lambrechtsz., gestorben war. Ihr Nachlass wurde im März oder April 1579 inventarisiert. Dieses unvollständige, aber sehr detaillierte Nachlassverzeichnis umfasste bewegliches und unbewegliches Vermögen sowie Schulden. Dabei zeigte sich, dass die Witwe des Müllers einst wohlhabend war und der unteren Mittelschicht der Stadt Leiden angehörte. Es befanden sich noch immer Grundstücke, eine Mühle und Obligationen in ihrem Besitz, aber in ihren letzten Jahren hatte sie Mühe, sich über Wasser zu halten. Sie hatte Mietrückstände, Schulden bei ihrem Anwalt und offene Rechnungen bei Lebensmittellieferanten. Außerdem hatte sie sich Geld von Nachbarn und anderen Bekannten geliehen. Ihre Gläubiger könnten sich mit den entsprechenden Belegen beim Rathaus melden.
Das Inventar von Maria Dircksdr. diente 1986 als Ausgangspunkt für eine Ausstellung im Museum Boijmans Van Beuningen in Rotterdam mit dem Titel „Hausrat einer Müllerswitwe“ (Huisraad van een molenaarsweduwe), die einen Eindruck vom Alltagsleben im 16. Jahrhundert zeigte. Die genauen Beschreibungen und Auflistungen der Gegenstände geben neben einem Eindruck der zeitgenössischen Einrichtung einen Einblick in das Leben von Maria Dircksdr., ihre Ess- und Trinkgewohnheiten, wie sie sich kleidete und mit welchen Alltagsgegenständen sie ihren Haushalt bestritt. Daneben ist auch ihre große Büchersammlung dokumentiert. Ein umfangreicher Katalog begleitete die Ausstellung. Sie gehört auch zu den Frauen, die im Buch von Els Kloek 1001 vrouwen uit de Nederlandse geschiedenis beschrieben sind.